# Кончагуа
Кончагуа (исп. Conchagua), также известный как Кочагу (исп. Cochague) — вулкан, расположенный на юго-востоке Сальвадора, в департаменте Ла-Уньон, на входе в залив Фонсека. Имеет две главные вершины — Серро-дель-Окоте (исп. Cerro del Ocote) и Серро-де-ла-Бандера (исп. Cerro de la Bandera). Наблюдается активность на обоих пиках, есть активные фумарольные зоны, однако сведения об известных извержениях отсутствуют. Кончагуа окружён лесом под названием Боске Кончагуа (исп. Bosque Conchagua).
Кончагуа на языке сальвадорских ленка означает «летающий ягуар». По мнению историков, вулкан был заселен цивилизацией ленка, которая поклонялась богине Комисауаль, принцессе-ягуару. Легенды ленка гласят, что Кончагуа был любимым вулканом Комисауаль, и после её смерти она была взята на вершину Кончагуа, где её тело превратилось во множество золотых птиц Чилтота, взлетевших с вулкана Кончагуа.
- Одна из вершин вулкана Кончагуа на фоне залив Фонсека.